# 路易·布朗站
路易·布朗站（法語：Louis Blanc）是法國巴黎地鐵的跨月台轉車站。路易·布朗站開業於1910年11月23日，是巴黎地鐵7號線及其支線的車站。站名取自法國19世紀政治人物路易·布朗。

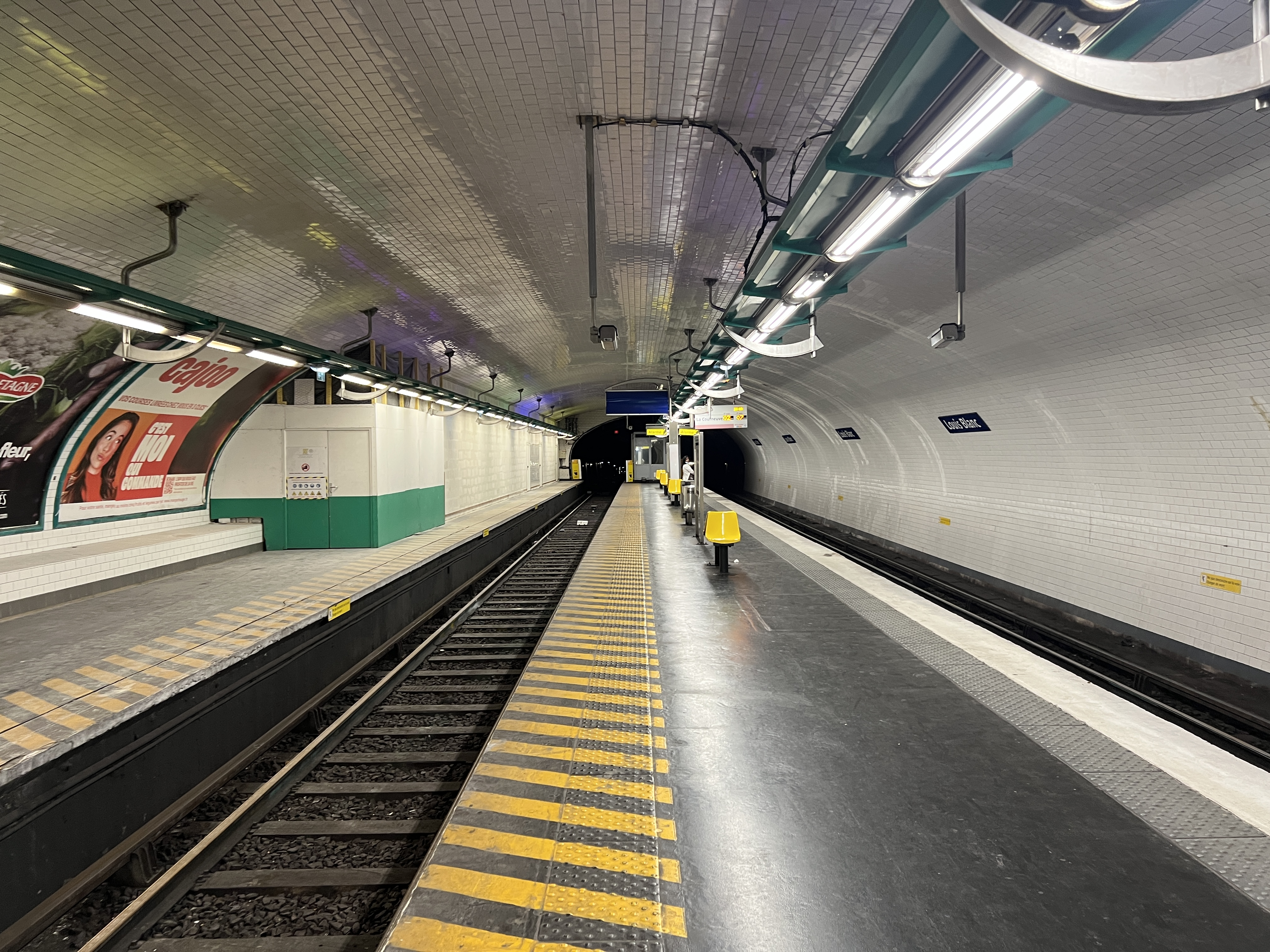
月台（2022年7月）

## 車站結構
| 街道                                       |                                             |
| B1                                         | 連接層                                      |
| 側式月台，右側開門                         |                                             |
| 1號月台                                    | 往猶太城-路易·阿拉貢/伊夫里市政厅（朗东堡） |
| 島式月台，7號線左側開門，7號線支線右側開門 |                                             |
| 2號月台                                    | 往普雷圣热尔韦（饒勒斯）                    |
| 3號月台                                    | 往拉库尔讷沃-1945年5月8日（史達林格勒）     |
| 島式月台，右側開門                         |                                             |
| 4號月台                                    | 無定期服務                                  |
| 側式月台，無服務                           |                                             |

- 註：南北行月台位於不同的街道下方，在車站北端連接。